# پایگاه محافظت ملی هوایی چارلستون
پایگاه محافظت ملی هوایی چارلستون (به انگلیسی: Charleston Air National Guard Base) یک فرودگاه است . این فرودگاه در شهر چارلستون (ویرجینیای غربی) کشور ایالات متحده آمریکا قرار دارد .